# Jean-Arnaud Raymond

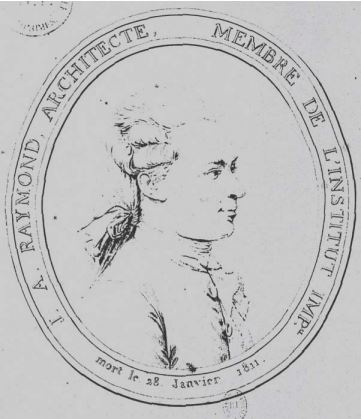
Jean-Arnaud Raymond

Jean-Arnaud Raymond (* 4. April 1742 in Toulouse; † 1811) war ein französischer Architekt, der in Paris während der Revolution Karriere machte.

## Leben
Raymond erhielt nach seinem Studium 1766 den Grand prix d’architecture (später Prix de Rome) und verbrachte acht Jahre in Italien, um seine Architekturkenntnisse zu vertiefen.
Nach Frankreich zurückgekehrt wurde er Architekt der États de Languedoc und leitete die Arbeiten für den Parc du Peyrou und die Place du Peyrou in Montpellier. Nach seinem Umzug nach Paris wurde er 1798 leitender Architekt des Louvre.
Im Jahr 1806 wurde er mit Jean-François Chalgrin beauftragt, den Arc de triomphe de l’Étoile zu errichten, der erst nach seinem Tod vollendet wurde.
Jean-Arnaud Raymond wurde 1784 Mitglied der Académie d’architecture und war Gründungsmitglied des Institut de France.

## Bauwerke (Auswahl)
- 1776: Innenausbau des Bischofspalastes von Toulouse
- 1784 bis 1785: Kapelle Saint-Roch-du-Férétra in Toulouse
- 1785: Kollegiatkirche Saint-Martin in L’Isle-Jourdain (Gers)
- 1786: Hôtel Rivet, heute École des Beaux-Arts in Nîmes